# Isabel Serdán Álvarez
María Isabel Serdán Álvarez (Puebla de Zaragoza, Puebla, 27 de febrero de 1944) es una química y política mexicana, miembro del Partido Revolucionario Institucional (PRI). Ha sido diputada federal y local.

## Biografía
Isabel Serdán Álvarez es nieta del héroe revolucionario Aquiles Serdán, siendo hija de su hijo mayor, Aquiles Serdán Del Valle y por tanto sobrina nieta de Carmen Serdán y Máximo Serdán.
Realizó sus estudios desde nivel básico hasta preparatoria en el Colegio Puebla y recibió una beca de la Secretaría de Educación Pública que le permitió realizar un curso sobre manejo administrativo en la Universidad Trinity Washington. Es ingeniera química farmacobióloga egresada de la Benemérita Universidad Autónoma de Puebla (BUAP).
Ejerció su profesión como asesora B de laboratorio en el Hospital General del Centro Médico del Instituto Mexicano del Seguro Social (IMSS) y como química en la Clínica no. 2 del IMSS en Puebla. Fue trabajadora social como parte del Plan de La Chontalpa en Villahermosa, Tabasco; y se ha desempeñado como docente en la BUAP y en la Universidad Popular Autónoma del Estado de Puebla (UPAEP).
De 1981 a 1982 fue secretaria general en Puebla de la Agrupación Nacional Femenil Revolucionaria (ANFER) del PRI y el último año fue elegida diputada federal por el Distrito 7 de Puebla a la LII Legislatura y luego dirigente nacional femenil de la Confederación Nacional de Organizaciones Populares (CNOP). En 1984 representó a México en la Conferencia Internacional de Población y en la Reunión Latinoamericana Preparatoria del Decenio de la Mujer en La Habana, Cuba; y en 1985 en la Evaluación de los trabajos sobre la mujer en Nairobi, Kenia. 
Fue secretaria de Asuntos Internacionales del comité nacional de la CNOP y en 1986 integró la campaña de Mariano Piña Olaya a gobernador de Puebla como coordinadora de Promoción y Gestoría; cuando Piña Olaya asume la gubernatura el 1 de febrero de 1987 la nombra subsecretaria de Evaluación y Coordinación de la secretaría de la Contraloría General del Estado.
En 1988 pasó a ser coordinadora del Consejo de Integración de la Mujer del comité estatal del PRI y en 1989 fue elegida diputada a la LI Legislatura del Congreso del Estado de Puebla por el distrito 9 local de 1990 a 1993.